# Luberta nymbisalis
Luberta nymbisalis là một loài bướm đêm trong họ Noctuidae.